# Beamrider
Beamrider est un jeu vidéo de type shoot 'em up développé par Cheshire Engineering et édité par Activision, sorti en 1983 sur Intellivision avant d'être porté sur Atari 2600, Atari 5200, Atari 8-bit, ColecoVision, Commodore 64, MSX et ZX Spectrum. Le joueur est aux commandes d’un vaisseau spatial chargé de défendre la Terre contre une invasion d’extraterrestre. Il navigue pour cela sur un secteur du bouclier sphérique construit par ces derniers autour de la planète. Son objectif est de détruire tous les vaisseaux ennemis du secteur avant de pouvoir s’attaquer aux générateurs du bouclier. Le bouclier forme un quadrillage de lignes horizontales et verticales. Le vaisseau du joueur ne peut se déplacer que sur la ligne horizontale en bas de l’écran et il ne peut tirer que suivant les cinq lignes verticales qu’il croise. De la même manière, les vaisseaux et les tirs ennemis suivent les lignes du quadrillage.  Chaque secteur du bouclier est défendu par une cinquantaine d’ennemi. Pour les affronter, le joueur dispose d’un canon laser et de torpilles, disponibles en quantités limitées. Après les avoir détruit, le joueur accède à un nouveau secteur, plus difficile que le précédent.

## Développement
Le jeu est programmé par David Rolfe, ancien de chez APh Technological Consulting. Bien qu'il soit à l'origine du système d'exploitation de l'Intellivision, il prend soin de n'en utiliser que les routines découvertes et documentées par rétro-ingénierie afin d'éviter toute d'accusation d'espionnage industriel.

## Accueil
Electronic Games octroie la note parfaite de 10/10 à la version Intellivision.